# Parachilus senegalensis
Parachilus senegalensis är en stekelart som beskrevs av Giordani Soika 1987. Parachilus senegalensis ingår i släktet Parachilus och familjen Eumenidae. Inga underarter finns listade i Catalogue of Life.